# Adnan al-Chaudża
Adnan al-Chaudża (arab. عدنان الخوجة) – libijski siatkarz, olimpijczyk. 
Brał udział w igrzyskach olimpijskich w 1980 roku (Moskwa). Wystąpił w dwóch spotkaniach przegranych wyraźnie 0–3 (zagrał w spotkaniu grupowym z Jugosławią oraz w meczu o dziewiąte miejsce z Włochami). Zajął wraz z kolegami ostatnie 10. miejsce.